# Улица Ленина (Климовск)
Улица Ленина (Климовск) — одна из центральных улиц микрорайона Климовск города Подольска Московской области. Улица расположена в западной части Климовска относительно железнодорожной ветки Курского направления Московской железной дороги (недалеко от станции Гривно).

## Описание
Улица берёт свое начало переходя из Индустриальной улицы и пересечения со Школьной улицей. Идёт в южном, затем в юго-восточном и опять в южном направлении. Заканчивается улица на пересечении с Фабричным проездом. Нумерация домов начинается со стороны Школьной улицы.
Справа по ходу движения к улице примыкают улица Победы (Климовск), улица Рожкова, Октябрьский переулок. Слева по ходу движения к улице примыкают Ихтиманская улица и Почтовый переулок. Пересекают улицу Зелёный проезд, Садовый переулок, Огородный переулок.
Почтовый индекс улицы — 142106 и 142180.

## Примечательные здания и сооружения
- Государственное бюджетное профессиональное образовательное учреждение Московской области — Подольский колледж имени Александра Васильевича Никулина (ГБОУ МО «Подольский колледж имени А. В. Никулина») (Структурное подразделение 3) (дом 2 А)[2]. Колледж назван в честь почетного жителя города Подольска и Московской области — Александра Васильевича Никулина, который занимал пост главы города Подольска в период с 1993 по 2003 годы. Студентам колледжа, которые наилучшим образом проявили себя в процессе обучения назначается именная стипендия Александра Васильевича Никулина[3].
- Пожарно-спасательная часть № 77 Министерства Российской Федерации по делам гражданской обороны, чрезвычайным ситуациям и ликвидации последствий стихийных бедствий (дом 1, строение 1)[4].
- Памятник Владимиру Ильичу Ленину перед зданием Дома Культуры «Машиностроитель» (дом 20). Открытие памятника состоялось 19 мая 1967 года. Автором проекта является Николай Томский — народный художник РСФСР, президент Академии Художеств СССР.
- Дом культуры «Машиностроитель» (дом 20)[5]. Дом культуры был построен в 1960 году на берегу реки Петрица, для деятельности и проведения показательных выступлений творческих коллективов Климовского Машиностроительного завода (зрительный зал Дома культуры рассчитан на 350 посадочных мест для зрителей). Фасад здания, выходящий на сторону реки Петрица имеет ротонду с решетками и 2 фонтана (по задумке архитекторов должна была быть соблюдена аналогия с архитектурным ансамблем Петергофа, с фонтанами, каскадными лестницами и скульптурными композициями. Подготовительные работы по реконструкции фонтанов начаты в 2019 году[6].
- Администрация Городского округа Подольск, территориальное управление микрорайона Климовск (дом 5А).
- Пенсионный фонд Российской Федерации (дом 32).
- Лодочная станция на реке Петрица (за зданием Дома культуры «Машиностроитель» вблизи дома 3 по улице Победы).
- Климовское управление социальной защиты населения Министерства социального развития Московской области (дом 27).

## Транспорт
По улице проходят автобусные маршруты № 1, № 3, № 29, № 33, № 62, № 1048. Также осуществляется движение маршрутных такси № 4А, и № 29К.